# Alsino y el cóndor
Alsino y el cóndor é um filme de drama nicaráguo-cubano-costa-riquenho-mexicano de 1982 dirigido e escrito por Miguel Littín. 
Foi indicado ao Oscar de melhor filme estrangeiro na edição de 1983, representando a Nicarágua.

## Elenco
- Dean Stockwell - Frank
- Alan Esquivel - Alsino
- Carmen Bunster - avó de Alsino
- Alejandro Parodi - The Major
- Delia Casanova - Rosaria
- Marta Lorena Pérez - Lucia
- Reynaldo Miravalles - Don Nazario
- Marcelo Gaete - avô de Lucia
- Jan Kees De Roy - holandês